# 이주인 신관
이주인 신관(伊集院信管)은 일본 제국 해군의 이주인 고로 대좌가 고안한 신관으로, 1900년에 채택되었다. 포탄이 비행하는 동안 꼬리 나사가 회전하여 안전장치를 벗기는 것이 특징으로, 러일 전쟁에서 시모세 화약과 함께 널리 사용되었다. 매우 민감하여 포탄이 어디에 명중해도 폭발한 것으로 알려져 있다. 정설은 러일 전쟁의 승리에 크게 공헌했지만, 다른 한편으로 너무 예민하여 취급이 곤란했고, 폭발 사고도 잦았기 때문에 실제로는 애물단지 취급을 받았다는 설도 있다.

## 개요
첫째, 탄저신관이며 포탄의 바닥에 붙어 있었다. 장갑판에 착탄 시에 신관이 손상되어 불발이 되는 경우가 적어졌다.
둘째, 안전핀과 같이 제거해야 하는 안전장치가 필요 없었다. 이로 인해 장전 전에 안전핀을 제거하는 등의 신관의 안전장치 해제의 절차가 필요하지 않았기 때문에 장전 작업이 간소화되었다. 안전핀이 없어지는데 따른 불발의 발생이 방지되었다.
셋째, 안전성이 향상되었다. 발사 순간의 충격으로 신관이 오작동하여 자폭할 위험이 감소했다. 가까운 거리에서 착탄한 경우에 신관이 작동하지 않기 때문에 안전거리를 설정할 수 있게되었다.

## 평가
원래 일본 제국 해군 대령인 마유즈미 하루오는 이주인 신관에 대해 “실제 발사해 보면 질량이 큰 원심자는 발사의 흔들림으로 너트와 나사의 요철을 일거에 깨뜨려 너트를 후퇴시켰다”고 하며, 실제로는 안전장치로 기능하고 있지 않고, 포신 내부에 이상이 있을 경우 불발을 초래한다고 비판하고 있다.
또한 지연 동작 신관으로서의 기능이 발휘되지 않았고, 철갑 유탄에도 장갑 표면에서 폭발해 버려, 적함 내부에서 폭발하는 것과 같은 치명상을 줄 수 없었다고 말한다. 러시아는 “지연 동작 신관 자체는 우리 측의 성능이 더 뛰어났다”라고 평가하고 있다.

## 참고자료
- 『海軍砲戦史談』 原書房, 1972년